# Johan Lolos
Johan Lolos (Luik, 2 november 1987) is een Belgisch-Griekse fotograaf die bekend staat om zijn reis- en landschapsfotografie. Hij is algemeen bekend onder zijn pseudoniem op sociale media lebackpacker en wordt beschouwd als de meest gevolgde Belgische fotograaf op Instagram.

## Onderwijs
Lolos behaalde in 2013 een masterdiploma Public relations aan het Institut des Hautes Études des Communications Sociales (IHECS) in Brussel.

## Carrière
Na het afronden van zijn studie begon Lolos aan een tweejarige reis door Australië en Nieuw-Zeeland, waarin hij zijn passie voor landschapsfotografie verder ontwikkelde. Zijn werk kreeg veel aandacht op sociale mediaplatforms, met name Instagram, waar hij zijn foto's deelt onder het alias lebackpacker.
In 2018 publiceerde Lolos zijn eerste boek, Peaks of Europe (Lannoo, 2018), waarin hij een roadtrip van vijf maanden door 17 Europese landen documenteert. Het boek werd in vier talen uitgebracht en werd door Forbes erkend als een van de beste reisboeken van het jaar.
Gedurende zijn carrière heeft Lolos samengewerkt met tal van internationale merken, waaronder Toyota, Samsung, Nikon en Artsen zonder Grenzen.  Hij heeft ook workshops en mentorschapssessies gegeven, waarbij hij zijn expertise deelde met beginnende fotografen.
In 2023 nam het Belgische weekblad Le Vif Johan Lolos op in zijn lijst “40 Under 40” van “40 Belgian Personalities to Watch”, waar hij een van de twee fotografen was, naast Charlotte Abramow.
Het werk van Lolos is gepubliceerd in National Geographic, GQ en Lonely Planet.

## Tentoonstellingen
In 2023 hield Lolos zijn eerste solotentoonstelling in een kunstgalerie, getiteld Solitudes, in de Buronzu Gallery in Luik, wat een belangrijke mijlpaal in zijn carrière markeerde.

## Publicaties
- Peaks of Europe. Lannoo, 2018. ISBN 978-2390250449. Engelstalige versie. Ook verkrijgbaar in het Duits (Dumont), Frans (Glénat) en Italiaans (Rizzoli) onder verschillende titels.